# Quarter pipe

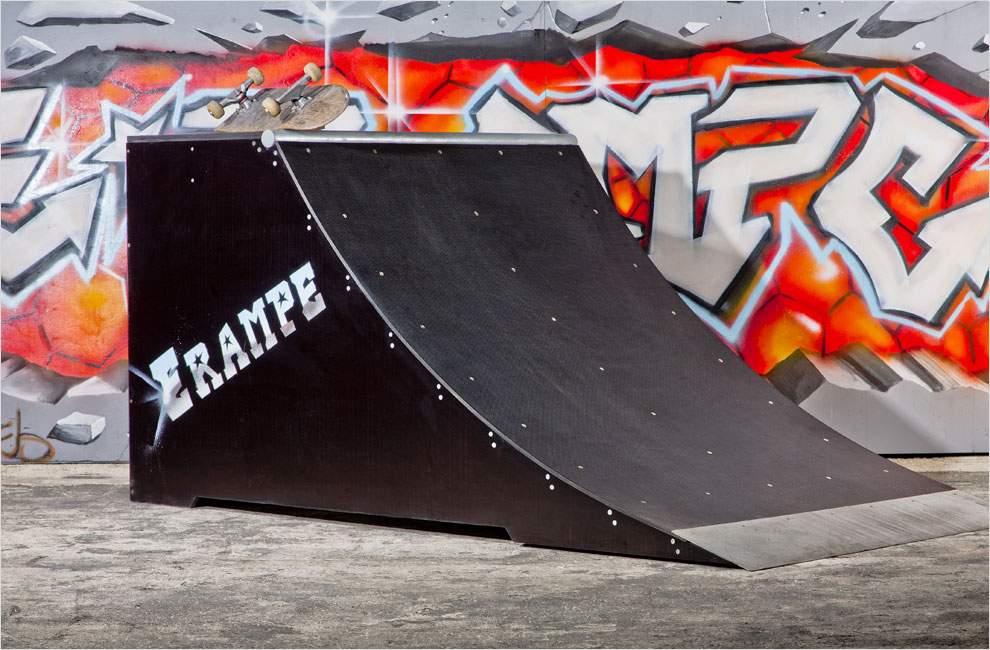
Quarter pipe

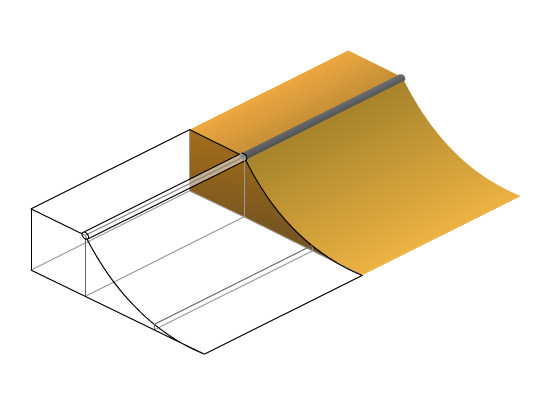
Esquema geométrico de una Quarter pipe

Un quarter pipe es una rampa usada, generalmente, en la práctica de los deportes extremos. Representa un cuarto de un pipe, de ahí su nombre. Estas rampas pueden encontrarse en skateparks, zonas dedicadas a la práctica del skateboard, en snowparks, zonas dedicadas al snowboard y al esquí extremo, o en circuitos de motocross y BMX. Los skaters más expertos pueden detectar quarter pipes en la arquitectura moderna de las ciudades, es decir, elementos urbanos con una forma muy semejante que les sirva del mismo propósito, que es lanzarse a ellos mismos al aire para realizar sus acrobacias.

## Características
El material propio de los quarter pipes suelen ser fabricados de madera o de materiales mucho más duros como hormigón. Sin embargo, y como se ha observado anteriormente, los practicantes de los deportes extremos pueden encontrar estas rampas en cualquier mobiliario urbano, por lo cual el material varía al no tratarse de quarter pipes propiamente dichos.
Dos quarter pipes puestos uno frente a otro forman un half pipe y uno detrás de otro forman un 'spine ramp'.